# Gametis plagiata
Gametis plagiata är en skalbaggsart som beskrevs av Hermann Rudolph Schaum 1848. Gametis plagiata ingår i släktet Gametis och familjen Cetoniidae. Inga underarter finns listade i Catalogue of Life.